# Tenthredo eburata
Tenthredo eburata är en stekelart som beskrevs av Friedrich Wilhelm Konow 1900. Tenthredo eburata ingår i släktet Tenthredo, och familjen bladsteklar. Enligt den finländska rödlistan är arten sårbar i Finland. Arten är reproducerande i Sverige. Artens livsmiljö är skogar.